# リー郡 (フロリダ州)
リー郡（英: Lee County）は、アメリカ合衆国フロリダ州のフロリダ半島南部に位置する郡である。人口は76万0822人（2020年）。郡庁所在地はフォートマイヤーズであり、同郡で人口最大の都市はケープコーラルである。
リー郡はその全体でケープコーラル・フォートマイヤーズ大都市圏を構成している。この大都市圏はアメリカ合衆国行政管理予算局が定義し、アメリカ合衆国国勢調査局などの機関が統計目的に利用している。プンタゴルダがこの大都市圏の主要都市に指定されている。最初に都市圏に指定されたのは1973年であり、フォートマイヤーズ標準大都市統計地域という名前だった。1981年にケープコーラルが主要都市に追加されフォートマイヤーズ・ケープコーラル標準大都市統計地域となった。1983年、フォートマイアーズ大都市圏統計地域と改名され、さらに1990年、フォートマイヤーズ・ケープコーラル大都市圏統計地域となり、2003年には順番が入れ替わって現在の名称になった。

## 歴史
リー郡は1887年にモンロー郡から分離して設立された。郡名は南北戦争の時の南軍総司令官ロバート・E・リーに因んで名付けられた。
1886年に法人化されたフォートマイアーズがフロリダ州南西部の観光地中心となり、さらにリー郡の郡庁所在地となった。タンパ市からは南に約120マイル (190 km)、メキシコ湾にカルーサハチー川が注ぐ所にある。フォートマイアーズはトーマス・エジソンやヘンリー・フォードが冬の家を持ってしばしば訪れた町だった。過去数十年間では、メジャーリーグベースボールのチーム幾つかが春季キャンプを張っている。現在もボストン・レッドソックスとミネソタ・ツインズが春の拠点にしている。
マイアーズ砦はセミノール族インディアンから守るための軍事基地として1850年に建設された。セミノール族はこの地域でまだ開拓者が少なかった時代に虐殺を行ったことがあった。砦は7年間フロリダ州に駐屯し、砦設立者かつ指揮官の義理の息子、エイブラハム・C・マイアーズ大佐に因んで名付けられた。捉え所のない戦いが続いた後の1858年、ビリー・ボウレッグス酋長とその戦士達が降伏に応じて西部に移動したので、砦は放棄された。カルーサハチー川に注ぐビリーズ・クリークは、ビリー・ボウレッグス酋長とその戦士達が西部に向かうための船を待っていたキャンプ地に因んで名付けられた。
南北戦争の1863年、砦は北軍に占領された。1865年、この砦は南軍の小部隊に攻撃されたが、不成功だった。戦後、砦は再度放棄された。
この地域に最初に開拓者が入ったのは1866年だったが、大量に入ってくるようになったのは1882年になってからだった。1885年にはフォートマイアーズが法人化され、フロリダ州の西海岸でシーダーキーより南では、タンパ市に次いで第2の都市になった。当時成長過程にあったクリアウォーターやサラソータ各市よりも大きかった。
1898年にロイヤル・パーム・ホテルが建設されたことでフォートマイアーズ冬のリゾートとして全国に知られるようになった。1924年、カルーサハチー川に架かるタミアミ・トレイル橋が完成したことで、その成長に拍車が掛かった。最初の不動産ブームが訪れ、市の周りにも多くの地域ができた。
1923年、リー郡の領域からコリアー郡とヘンドリー郡が分離して新設された。2004年にはケープコーラルを中心とする郡を新設する議論が行われている。これはリー郡政府からのインフラに関する支援が不足していることから起こったものである。2013年時点で新郡は創られていない。
2004年8月13日、カテゴリー4のハリケーン・チャーリーに襲われ、キャプティバ諸島の北西部、ボカグランデ、ノースキャプティバで激しかった。

## 地理
アメリカ合衆国国勢調査局に拠れば、郡域全面積は1,211.89平方マイル (3,138.8 km2)であり、このうち陸地803.63平方マイル (2,081.4 km2)、水域は408.26平方マイル (1,057.4 km2)で水域率は33.69%である。
リー郡はフロリダ州南西海岸にある。タンパ市からは南に200キロメートル、フォートローダーデール市からは州間高速道路75号線を介して西に185キロメートル、マイアミ市からは国道41号線を介して西北西に200キロメートルの位置にある。

### 隣接する郡
- シャーロット郡 - 北
- グレーズ郡 -  - 北東
- コリアー郡 - 南東
- ヘンドリー郡 - 東

### 国立保護地域
- カルーサハチー国立野生生物保護区
- J・N・"ディン"・ダーリン国立野生生物保護区
- マトラチャ海峡国立野生生物保護区
- パイン島国立野生生物保護区

### 島
- ビッグヒッコリー島（ラバーズキー/カール・E・ジョンソン州立公園）
- キャベッジキー
- キャプティバ島
- ケイヨコスタ（ケイヨコスタ州立公園）
- エステロ島（フォートマイヤーズビーチ）
- ガスパリラ島（ボカグランデ）
- リトルヒッコリー島（ボニータスプリングスの海浜）
- マトラチャ島
- ノースキャプティバ島
- パイン島
- サンカルロス島
- サニベル島（サニベル）
- ユセッパ島

## 交通

### 空港
- サウスウエスト・フロリダ国際空港はフォートマイヤーズの南にあり、年間1000万人が利用している。ドイツのミュンヘンとデュッセルドルフ、カナダのモントリオールとトロントに直行便が運航されており、国内も35都市と直接つないでいる。21の航空会社が定期便を運行しており、デルタ航空が乗客の過半数を扱っている。2005年9月9日に新ターミナルが完成した。
- ページ飛行場、やはりフォートマイヤーズ南、市境の直ぐ南にあり、一般用途空港である。1983年にサウスウエスト・フロリダ国際空港が開港されるまでは郡の空港だった。

### 大量輸送機関
リー郡交通部が「リートラン」という名前でバスの定期便を運行している。幾つかの路線は中心街インターモーダル・トランスファー・センターから外に広がっている。さらに郊外と郊外を結ぶルートや、フォートマイヤーズビーチとサウスウェスト・フロリダ国際空港との間でパーク・アンド・ライド・サービスを行っている。
フォートマイヤーズの中心街インターモーダル・トランスファー・センターはグレイハウンドの停留所としても機能している。

### 幹線道路
南西フロリダ高速道路公社はリー郡とコリア郡からの輸送担当役人を含め8人の組織であり、その役割は両郡の主要道を拡幅し改良するための通行料を徴収することである。州間高速道路75号線を6車線以上に拡幅することに優先順位が置かれ、2007年3月から徴収を始めた。
|  | 州間高速道路75号線                                                                               | リー郡唯一の自動車専用道、インターチェンジは郡内に9か所ある。南と東のネイプルズ、フォートローダーデール、マイアミ、北のサラソータ、タンパを繋ぐ                          |
|  | アメリカ国道41号線 タミアミ・トレイル クリーブランド・アベニュー                                 | 郡内の全長を通っており、南北方向幹線道になっている。 |
|  | フロリダ州道80号線 パームビーチ・ブールバード                                                    | フォートマイヤーズ市中心街が西の起点。カルーサハチー川南岸東から北東に進み、に沿ってパームビーチ・ブールバードとなる。                                                   |
|  | フロリダ州道82号線 ドクター・マーティン・ルーサー・キング・ジュニア・ブールバード イモカリー道路 | フォートマイヤーズ市中心街が西の起点。市内ではドクター・マーティン・ルーサー・キング・ジュニア・ブールバードと呼ばれ、リーハイエーカーズを過ぎるとイモカリー道路となる。 |
|  | フロリダ州道884号線 退役兵記念パークウェイ コロニアル・ブールバード リー・ブールバード           | 郡内の東西方向幹線道。ケープコーラル市が西の起点、リーハイエーカーズが東の起点。                                                                                         |

### 主要道路橋
- カルーサハチー橋（アメリカ国道41号線）
- ケープコーラル橋（カレッジパークウェイ/ケープコーラル・パークウェイ）
- エジソン橋（州道739号線）
- 州間高速道路75号線
- マタンザス海峡橋（州道865号線）、本土とバリア諸島を繋ぐ
- マトラチャ橋（州道78号線）
- ミッドポイント記念橋（州道884号線）
- サニベル・コーズウェイ（州道867号線）
- ウィルソン・ピゴット橋（州道31号線）

### 港湾
ボカグランデで小さな港が運営されており、石油物流の中継点として使われている。しかし、海運業が北のタンパ港に移転してきたので、長期の低落傾向にある。
フォートマイヤーズ・ビーチとサンカルロス島およびキーウェストの間で乗客専門の高速船を民間企業が運航している。フォートマイヤーズ・ビーチとキーウェストの間にはフェリーも運航されている。

## 人口動態
以下は2000年国勢調査による人口統計データである。
| 基礎データ - 人口: 440,888人 - 世帯数: 188,599 世帯 - 家族数: 127,681 家族 - 人口密度: 212人/km2（549人/mi2） - 住居数: 245,405軒 - 住居密度: 118軒/km2（305軒/mi2） 人種別人口構成 - 白人: 87.69% - アフリカン・アメリカン: 6.59% - ネイティブ・アメリカン: 0.28% - アジア人: 0.77% - 太平洋諸島系: 0.05% - その他の人種: 3.07% - 混血: 1.55% - ヒスパニック・ラテン系: 9.54% 言語による構成 - 英語：86.7% - スペイン語：8.7% - ドイツ語：1.7% 年齢別人口構成 - 18歳未満: 19.6% - 18-24歳: 6.2% - 25-44歳: 24.0% - 45-64歳: 24.8% - 65歳以上: 25.4% - 年齢の中央値: 45歳 - 性比（女性100人あたり男性の人口） - 総人口: 95.6 - 18歳以上: 93.1 | 世帯と家族（対世帯数） - 18歳未満の子供がいる: 22.4% - 結婚・同居している夫婦: 55.5% - 未婚・離婚・死別女性が世帯主: 8.7% - 非家族世帯: 32.3% - 単身世帯: 25.8% - 65歳以上の老人1人暮らし: 13.1% - 平均構成人数 - 世帯: 2.31人 - 家族: 2.73人 収入と家計 - 収入の中央値 - 世帯: 40,319米ドル - 家族: 46,430米ドル - 性別 - 男性: 31,247米ドル - 女性: 24,380米ドル - 人口1人あたり収入: 24,542米ドル - 貧困線以下 - 対人口: 9.7% - 対家族数: 6.7% - 18歳未満: 15.2% - 65歳以上: 5.6% |

## 都市と町

### 法人化自治体
- ケープコーラル市
- フォートマイヤーズ市 - 郡庁所在地
- ボニータスプリングス市
- サニベル市
- フォートマイヤーズビーチ町

### 未編入の町
| - アルバ - ボカグランデ - ボキーリア - バッキンガム - バーントストアマリーナ - キャプティバ - チャールストンパーク - サイプレスレイク - イーストダンバー - エステロ | - フォートマイヤーズショアーズ - ゲイトウェイ - ハーレムハイツ - イオナ - リーハイエーカーズ - ロックムーアウォーターウェイエステイツ - マトラチャ - マトラチャアイルズ・マトラチャショアーズ - マグレガー - ノースフォートマイヤーズ | - オルガ - ページパーク - パルモナパーク - パインアイランドセンター - パインメナー - パインランド - プンタラッサ - サンカルロスパーク - サウスフォートマイヤーズ - セントジェームズシティ | - サンコーストエステイツ - スリーオークス - タイス - ビラス - ウィスキークリーク - バブコックランチ（計画都市） |

## 政治
| 年     | 共和党 | 民主党 | その他 |
| ------ | ------ | ------ | ------ |
| 2008年 | 54.7%  | 44.3%  | 1.0%   |
| 2004年 | 59.9%  | 39.0%  | 1.1%   |
| 2000年 | 57.6%  | 39.9%  | 2.5%   |

## 教育
郡内の公共教育はリー郡教育学区が管轄している。
郡内の高等教育機関としては、フロリダ・ガルフコースト大学、バリー大学、ノバ・サウスイースタン大学、エジソン州立大学、ホッジス大学、ITT工科大学、カイザー大学、南西フロリダカレッジ、ラスムッセン・カレッジがある。

## メディア
新聞は、「フォートマイヤーズ・ニューズ・プレス」、「フロリダ・ウィークリー」、「ネイプルズ・デイリー・ニューズ」がある。
ラジオはフォートマイヤーズ・ネイプルズ・マルコアイランドラジオ市場に入っている。2006年秋の時点で全米第62位の規模であり、32の放送局がある。
テレビはフォートマイヤーズ・ネイプルズ・テレビ市場に入っている。同じく国内第64位の市場規模である。8つのテレビ局が放送を流している。

### 政府関連
- Lee County Government / Board of County Commissioners
- Lee County Supervisor of Elections
- Lee County Property Appraiser
- Lee County Sheriff's Office

### 特殊地区
- Lee County Public Schools
- Lee County Metropolitan Planning Organization
- South Florida Water Management District
- Southwest Florida Regional Planning Council
- Lee County Fire Chief's Association
- Lee County Visitor and Convention Bureau

### 司法関連
- Lee County Clerk of Courts
- Public Defender, 20th Judicial Circuit serving Charlotte, Collier, Glades, Hendry and Lee Counties
- Office of the State Attorney, 20th Judicial Circuit
- Circuit and County Court for the 20th Judicial Circuit of Florida

座標: 北緯26度35分 西経81度55分 / 北緯26.58度 西経81.92度